# Ebbe Lidemark
Sven Ebbe Lidemark, ursprungligen Larsson, född 14 augusti 1927 i Frustuna församling, död 22 februari 2015 var en svensk arkitekt.

## Liv och verk

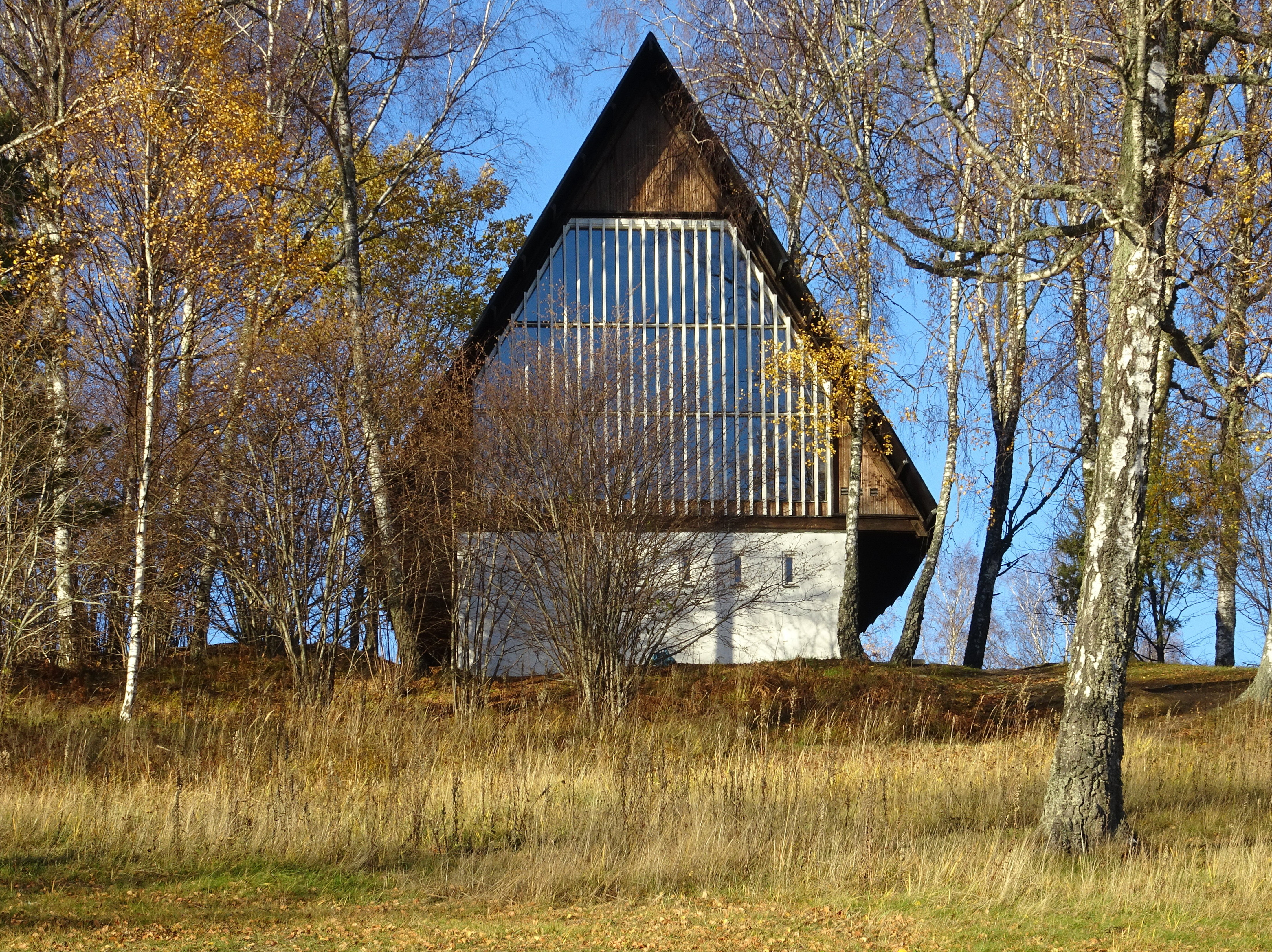
Lida idrottskyrka.

Lidemark utexaminerades från KTH 1952 och fortsatte studierna på Kungliga Konsthögskolan 1958-1961. Han var anställd på Byggnadsstyrelsen i Stockholm och på Eglers stadsplanebyrå.
Lidemark har bland annat ritat Lida idrottskyrka i Botkyrka kommun som invigdes den 17 november 1957 och kapellet på Vässarö, invigd sommaren 1976. På Vässarö var han även verksam som arkitekt under 25 år. 1992 utkom hans skrift "Någonstans där ute i Ålands hav: Vässarö : kring människor".
År 2011 arbetade han också för att vattentornet i Gnesta, en jugendbyggnad från 1914, som stod oanvänt sedan 1970, skulle bevaras som en träffpunkt och ett kulturellt centrum.